# U537 (潜水艦)
U537は第二次世界大戦時のドイツ海軍の潜水艦。IXC/40型。

## 艦歴
ハンブルクのドイチェ・ヴェルフト社で建造。1941年4月10日発注。1942年4月10日起工。11月7日進水。1943年1月27日就役。艦長はペーター・シュレーヴェ（Peter Schrewe）大尉。
訓練を終えた「U537」には、自動気象観測機材Wetter-Funkgerät Land（略称WFL）のカナダのチドリー岬付近への揚陸任務が与えられた。WFLは大西洋での作戦用の気象データ収集のため開発されたものであった。WFLには番号が振られており、「U537」が運ぶことになったものはWFL26で「クルト」というコードネームがつけられていた。「クルト」を積んだ「U537」は1943年9月18日にキールより出撃。ノルウェーを経てフェロー諸島とアイスランドの間を通過し、北大西洋に入った。10月14日、「U537」は大波の直撃を受けて艦橋後方の4連装機関砲を失う被害を受けた。10月22日、「U537」はチドリー岬南方のマーティン湾に到着。翌日「クルト」の揚陸、設置を行った。設置に成功したクルトであったが、わずか3週間後には情報の発信が完全に停止した。その原因ははっきりしていない。「クルト」設置後「U537」は通商破壊戦に移ったが、戦果は上がらなかった。10月31日にはカナダのハドソン爆撃機の、11月10日と11日にはカナダのカタリナ飛行艇の攻撃を受け、11月11日の攻撃の際には軽微な損害を受けた。12月7日、または8日、ロリアンに帰投。
1944年2月29日に「U537」はロリアンを出撃したが、3月1日にロリアンに戻る。3月5日に再び出撃するも敵機の攻撃を受けて損傷し、翌日ロリアンに戻った。
次の「U537」の任務はインド洋行きであった。「U537」は3月25日にロリアンを出発し、8月2日にバタヴィアに到着した。この時はペナン基地向けの無線方位探知機1基、プロペラ1基、レーダー受信機4基を運んだという。
10月1日、スラバヤへ移動。11月9日、「U537」はオーストラリア沖での通商破壊戦を行うべく出撃した。「U537」の出撃は連合国側に察知され、アメリカ海軍潜水艦「バッショー」、「ガヴィナ」、「フラウンダー」が派遣される。11月10日、「U537」は「フラウンダー」に発見され、「フラウンダー」は魚雷4本を発射。うち2本が命中し、「U537」は沈没した。乗員58名全員が死亡した。